# Krzyżanka (strumień)

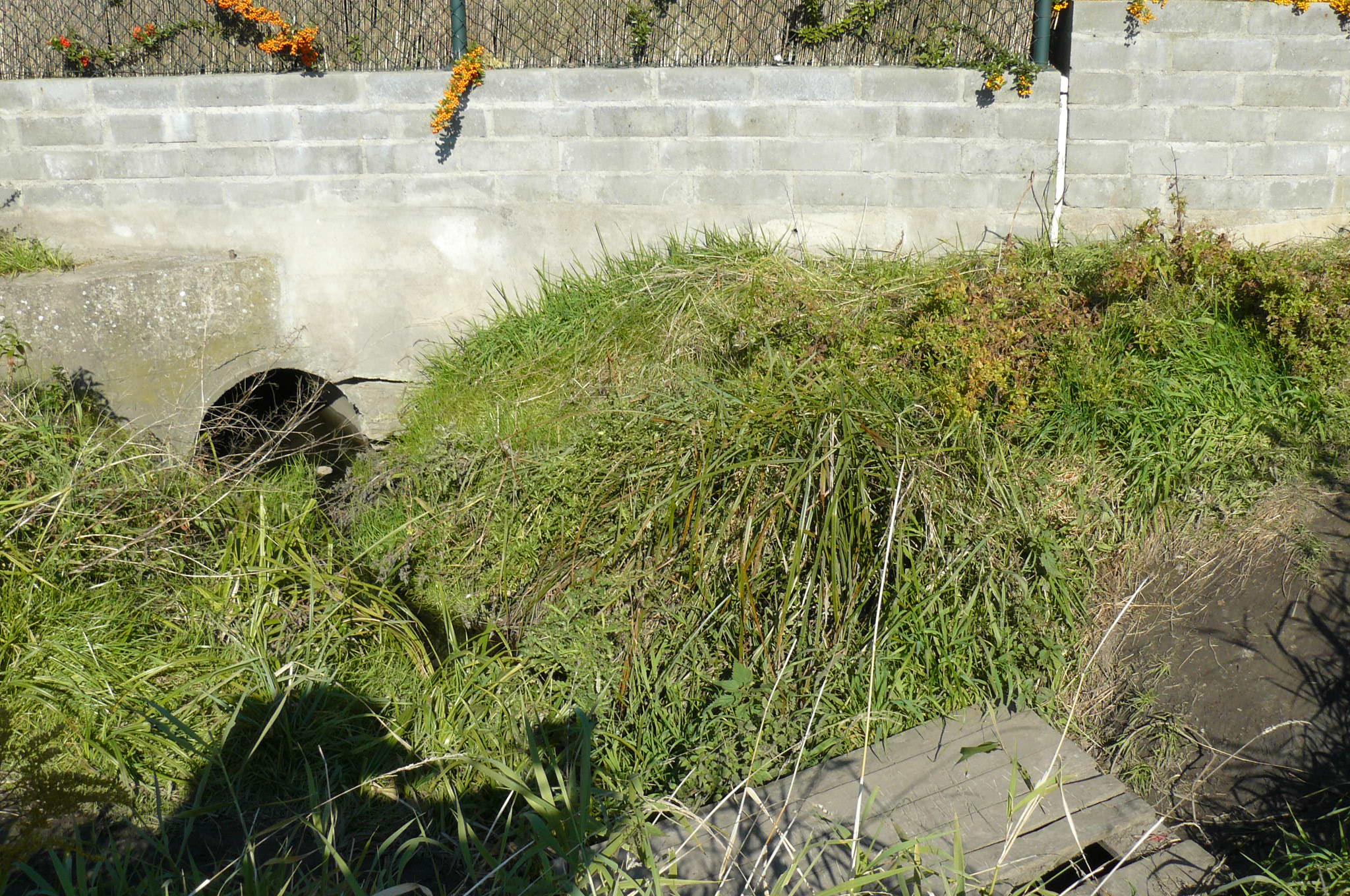
Kładka i przepust w ciągu ul. Łagowskiej

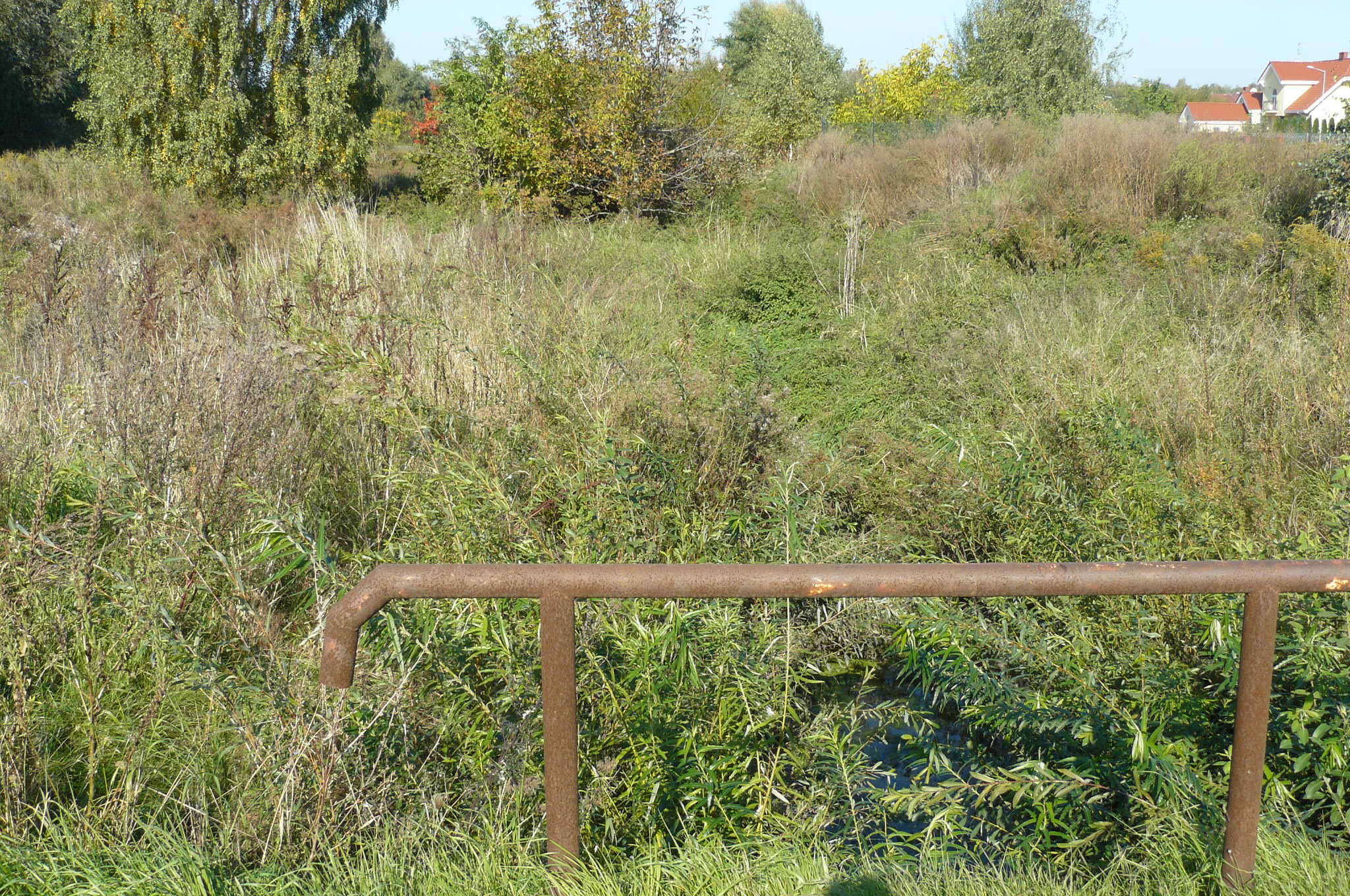
Most w ciągu ul. Sianowskiej

Krzyżanka – ciek wodny o długości około 2,2 km na terenie zachodniego Poznania. Źródła na terenie Sytkowa, a właściwie już w obrębie lotniska Ławica. Uchodzi do Jeziora Kierskiego, w południowym jego krańcu. Etymologia nazwy – od dzielnicy Krzyżowniki.

## Przebieg
Ciek płynie zarośniętą dolinką wzdłuż ulicy Starogardzkiej na Sytkowie. Przechodzi pod drogą krajową nr 92 (ul. Dąbrowskiego), a następnie płynie wzdłuż ulicy Kościerzyńskiej, Oliwskiej i Łebskiej na terenie pogranicza Smochowic i Krzyżownik. Ciek jest na tym obszarze granicą oddzielającą te dwie jednostki osadnicze. Następnie przepływa pod ul. Słupską w pobliżu pętli autobusowej MPK Poznań w Krzyżownikach (linia 61) i wpada do Jeziora Kierskiego w pobliżu ul. Międzyzdrojskiej, gdzie tworzy rozległe tereny podmokłe.

## Dopływy
Strumień posiada tylko jeden mały dopływ (lewobrzeżny) – w rejonie ul. Międzyzdrojskiej, niedaleko ujścia. Dopływ ten jest bezimienny, ale stanowi granicę między Krzyżownikami a Baranowem, a tym samym między Poznaniem a gminą Tarnowo Podgórne.

## Otoczenie
Otoczenie cieku stanowią przede wszystkim rozległe osiedla domów jednorodzinnych, zabudowywane intensywnie od lat 60. XX w. (częściowo już przed II wojną) – Sytkowo i Smochowice. Krzyżowniki są znacznie starszą wsią, obecnie w granicach miasta. Nad Krzyżanką stoi też hotel Polan przy ul. Polanowskiej. W górnym biegu znajdują się obszary ogrodów działkowych.

## Przyroda
Na terenie zlewni Krzyżanki urządzono użytek ekologiczny Krzyżanka (36 ha). Obejmuje brzegi zabagnionego zbiornika wodnego przed ujściem Krzyżanki do Jeziora Kierskiego, porośniętego trzciną pospolitą. Otoczenie stanowią podmokłe łąki oraz zarośla wierzbowe. W tym rejonie wytworzył się kompleks roślinności bagiennej (torfy niskie porośnięte głównie wiązówką błotną – Veronico-Filipenduletum, z kępami łozowisk). Na stokach rosną ciepłolubne czyżnie tarninowe.
Wzdłuż ul. Międzyzdrojskiej rosną pokaźnych rozmiarów wierzby, których pnie zabezpieczono specjalną siatką. Dolina cieku jest zagrożona postępującą urbanizacją.
W 2018 uchwalono plan miejscowy dla doliny strumienia. Projekt przewiduje ochronę obszaru i pozwala na zabudowę tylko tam, gdzie uzyskano już prawomocne pozwolenia.